# Ivo Bulanda
Ivo Bulanda (* 23. Oktober 1932 – 14. Februar 2016) war ein deutscher Dokumentarfilmer und Fotograf.

## Leben
Ivo Bulanda studierte Gesang und Klavier an der Musikhochschule Karlsruhe und entdeckte dann Ende der 1950er Jahre die Fotografie. Bekannt wurde er zuerst durch ein Foto, das den Dirigenten Wilhelm Furtwängler in Frack und Unterhose zeigte, und später dadurch, dass er es mit Charme und einer gewissen Unverfrorenheit schaffte, berühmte Weltstars – z. B. Brigitte Bardot, Sophia Loren, Gina Lollobrigida oder Curd Jürgens mit Produkten wie Brillen, Uhren oder Bier vor die Kamera zu bekommen. Ein gelungener „Werbecoup“ bestand darin, dass es ihm gelang, den Automobiltycoon Henry Ford II mit einer NSU Quickly zu fotografieren.

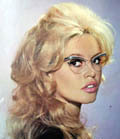
Brigitte Bardot
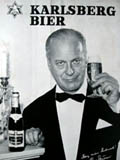
Curd Jürgens
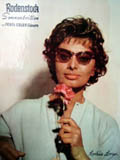
Sophia Loren
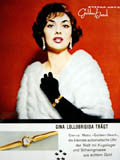
Gina Lollobrigida

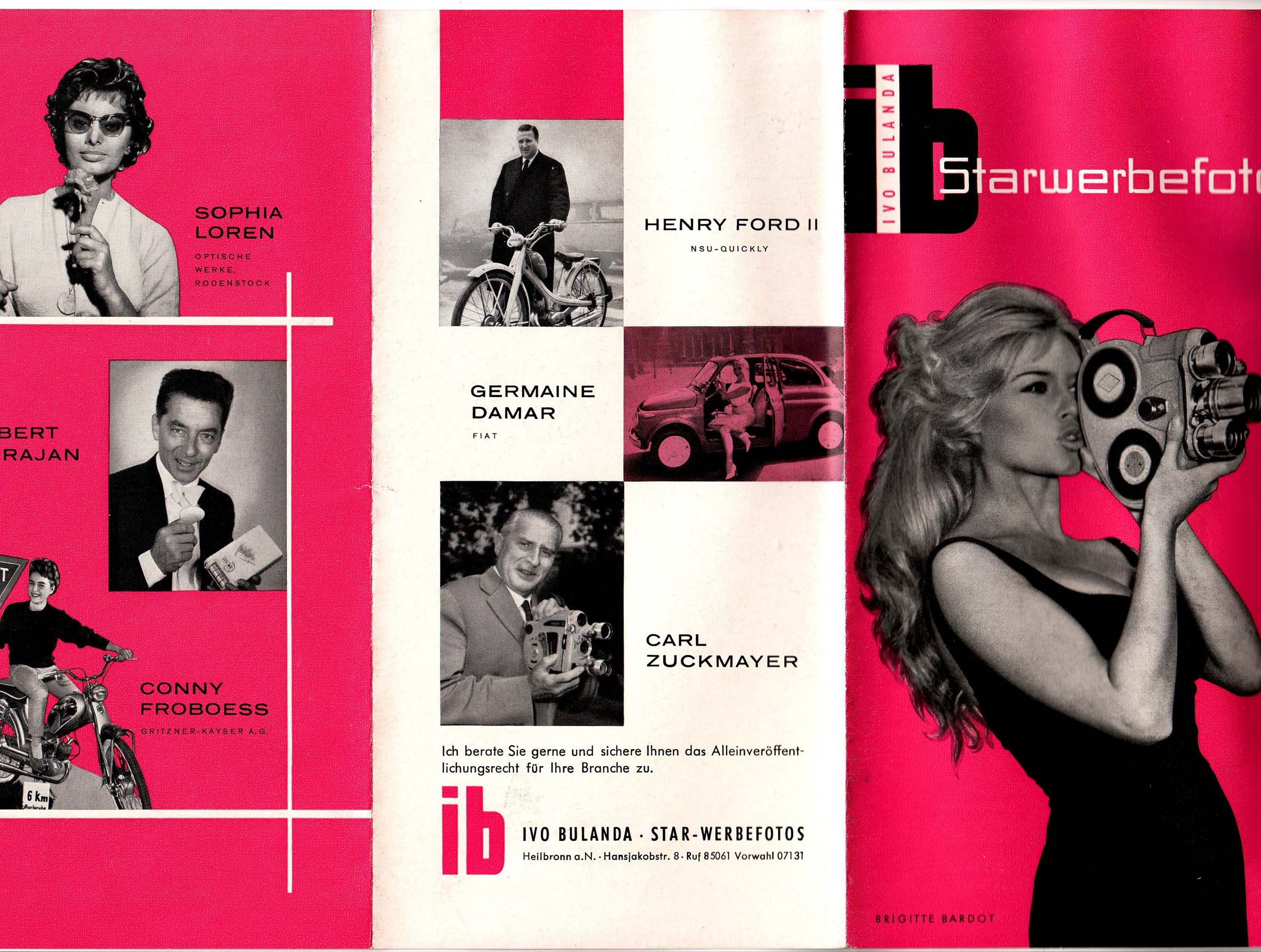
Werbeflyer mit Sophia Loren, Herbert von Karajan, Conny Froboess, Henry Ford II, Germaine Damar, Carl Zuckmayer, Brigitte Bardot

Später wendete er sich den bewegten Bildern zu und drehte zahlreiche Filme für ARD, ZDF und verschiedene Industrieunternehmen. Insbesondere für Porsche entstanden mehrere Rennsportfilme sowie Dokumentationen über die Entwicklung von Typen wie Boxster und Cayenne. Zusammen mit dem Autor und Regisseur Reinhard Eichelbeck drehte Bulanda Dokumentarfilme und -serien für den NDR und das ZDF. Mit WDR-Redakteur Wolfgang Korruhn produzierte er für die Sendereihe ZAK über hundert Interviews mit Prominenten wie zum Beispiel Konstantin Wecker, Ernst Fuchs, Rolf Hochhuth, Niki Lauda, Erich von Däniken, Yehudi Menuhin, Hans Hass, Robert Jungk, Kurt Waldheim, Wolfgang Neuss, Konrad Kujau, Frederic Vester, Elfriede Jelinek, Jörg Haider, Otto von Habsburg, Götz George, Klaus Maria Brandauer, Wolfgang Wagner, Egon Krenz, Rainer Barzel, Karlheinz Böhm, Stefan Heym, Gregor Gysi, Björn Engholm, Hildegard Knef, Beate Uhse, Johannes Dyba, Golo Mann und andere.
Ivo Bulanda lebte bis zu seinem Tod mit seiner Frau Ly (Ottilie), die ihn als Assistentin auf seinen Filmreisen begleitete, in Beilstein, Baden-Württemberg. Er starb am 14. Februar 2016.

## Auszeichnungen
- Für die Fernsehfassung (ZDF) der Boxster-Entwicklung bekam er den Deutschen Wirtschaftsfilmpreis 1998.

## Filmografie
Neben zahlreichen Beiträge für die Sendereihen ZAK, Telelexikon und Die Erde, der Himmel und die Dinge dazwischen sowie Beiträgen für die Sendereihe Einblick und einige für die ZDF-Sendereihe Zeugen des Jahrhunderts (Manfred von Ardenne, Schalom Ben-Chorin, Heinrich Harrer), Die 4 Jahreszeiten (Langzeitdokumentation über den Bildhauer Woytek) entstanden unter seiner Hand folgende Dokumentarfilme:
- Am Anfang war der Lesestein
- Das Unsichtbare sichtbar machen
- Flügel für die Augen
- Das Kleinod aus dem Meer
- Platin – mehr als nur kleines Silber
- Der letzte Sonntag im April (Porträt des Rennfahrers Rolf Stommelen)
- Lieber foul als fair? Gewalt im Sport
- Männer Report (Porträt des Malers Manfred Deix)
- Datenbank Kosmos
- Die Steine zum Sprechen bringen (Porträt des Bildhauers Karl Prantl)
- Müsli macht munter (Film über Willi Dungl und seine Ernährungsgrundsätze)
- Ars Erotica (Porträt des Malers Manfred Scharpf)
- „Wir sehen uns alle 10–15 Jahre“ (Porträt des Pianisten Friedrich Gulda mit H. C. Artmann und Ernst Fuchs)
- Porsche: Team – Technik – Timing (Die Entwicklung des Boxster / Deutscher Wirtschaftsfilmpreis 1998)
- Aston Martin – Hightech und Legende